# Trần Ngọc Vinh
Trần Ngọc Vinh (sinh năm 1955) là đại biểu Quốc hội Việt Nam khóa XII, khóa XIII, thuộc đoàn đại biểu Hải Phòng.

## Tiểu sử
Ngày sinh: 16/11/1955
Giới tính: Nam
Dân tộc: Kinh
Tôn giáo: Không
Quê quán: Xã Bồ Đề, huyện Bình Lục, Hà Nam
Trình độ chính trị: Cử nhân chính trị
Trình độ chuyên môn: Thạc sỹ Chính trị học, Cử nhân Luật, Cử nhân Văn hóa, Tốt nghiệp khóa đào tạo nghề Luật sư
Nghề nghiệp, chức vụ: Thành ủy viên; Phó Trưởng đoàn chuyên trách Đoàn đại biểu Quốc hội TP. Hải Phòng khóa XIII, Ủy viên Ủy ban Pháp luật của Quốc hội; Ủy viên BCH Trung ương Hội Luật gia Việt Nam, Chủ tịch Hội luật gia thành phố Hải Phòng
Nơi làm việc: Văn phòng Đoàn ĐBQH và HĐND TP. Hải Phòng - Số 22 Hồ Xuân Hương, Q.Hồng Bàng, TP.Hải Phòng
Ngày vào đảng: 15/11/1980
Nơi ứng cử: TP Hải Phòng
Đại biểu Quốc hội khoá: XII,XIII
Đại biểu chuyên trách: Địa phương
Đại biểu Hội đồng Nhân dân: Không